# Među zvezdama (album)
A Među zvezdama (magyarul: Csillagok között) a YU grupa 1977-ben megjelent nagylemeze, melyet a Jugoton adott ki. Katalógusszáma: LSY 68034. A hanglemez változhat kinyitható borítós.

## Az album dalai

### A oldal
1. Među zvezdama	(2:44)
2. Majko žedan sam (3:41)
3. Pevaj i ti (2:33)
4. Pevaj sa mnom	(5:23)
5. Ne znam i sam šta da ti dam (3:37)

### B oldal
1. Opasno (4:02)
2. Razlog više da postojim (3:20)
3. Galebov let (4:30)
4. Poleti ptico (5:39)

## Közreműködők
- Dragi Jelić – gitár, ének
- Žika Jelić – basszusgitár
- Nedžat Maculja – gitár
- Dragan Micić – dob

### Vendégzenész
- Bata Kostić – gitár